# Inglês indiano

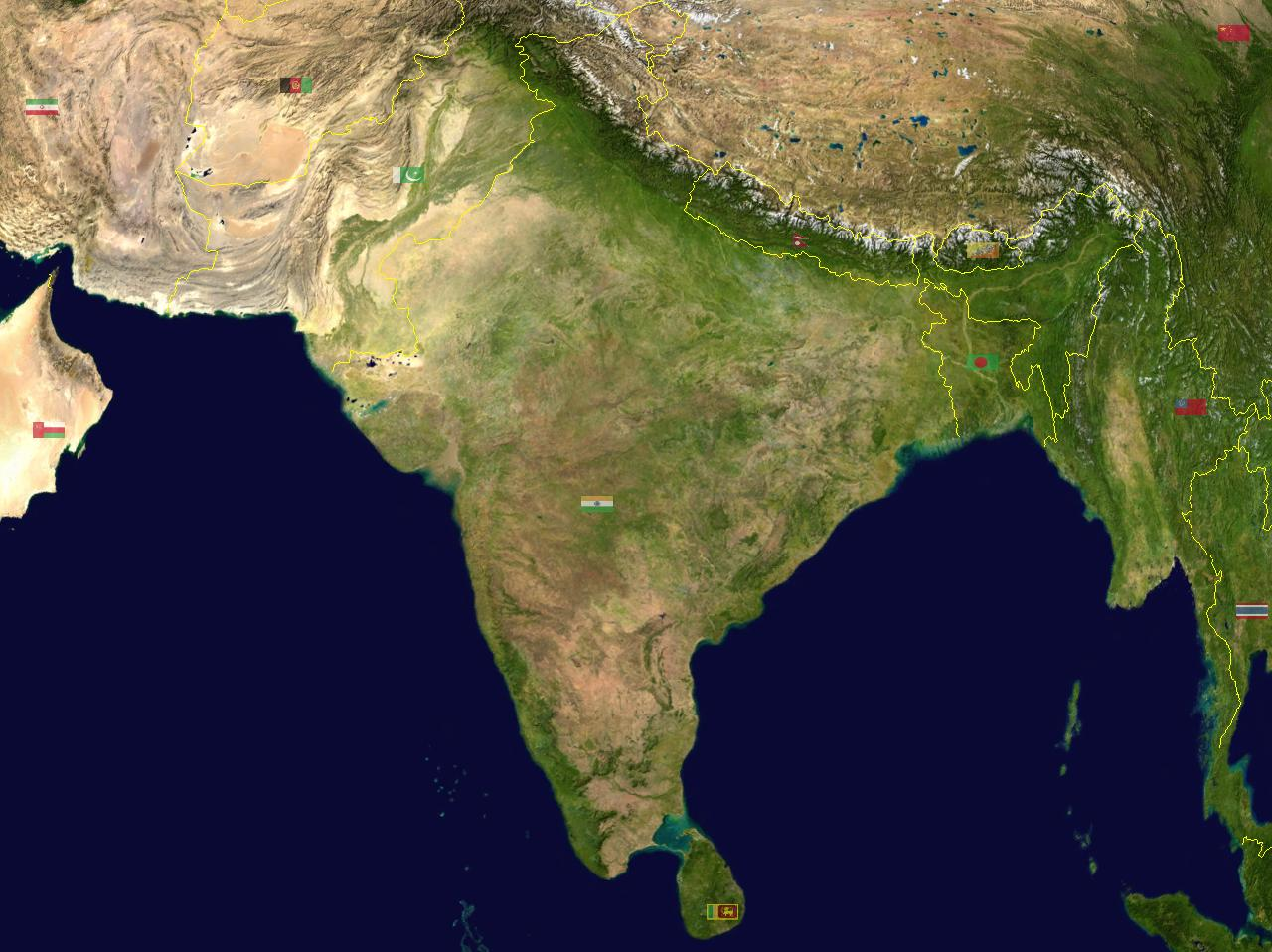

O inglês indiano compreende vários dialetos ou variedades do inglês falados principalmente no subcontinente indiano. Estes dialetos evoluíram durante e após o domínio colonial da Grã-Bretanha na Índia. O inglês é uma das línguas oficiais da Índia, com cerca de noventa milhões de falantes de acordo com o censo de 1991 da Índia. Com exceção de algumas famílias que se comunicam principalmente em inglês, bem como os membros da relativamente pequena comunidade anglo-indiana, a maioria dos indianos costuma a utilizar o inglês indiano como uma segunda ou terceira língua, após a sua língua nativa indiana, que pode ser o assamês, o oriá, o urdu, o guzerate, o punjabi, o hindi, o sindi, o pastó, o bengali, o balúchi, o canada, o telugo, o marata, o tâmil, o malaiala etc.
Várias formas idiomáticas, derivadas da linguagem literária e vernacular indiana, também marcam à sua maneira o inglês indiano. Apesar desta diversidade, não há homogeneidade geral na sintaxe e no vocabulário entre as variedades do inglês indiano.